# Марко Журавницький
Марко Журавницький (Жоравницький) (нар. ? — пом. 1611) — державний діяч Речі Посполитої, війт Луцька.

## Життєпис
Походив з волинського шляхетського роду Журавницьких гербу Корчак. Молодший син Олександра Журавницького, війта Луцька. Про дату народження та молоді роки нічого невідомо.
24 червня 1584 року після смерті брата Василя отримав Луцьке війтівство. Залишався на цьому уряді до 1611 року, часто здаючи його в оренду: 2 січня 1585 року — стриєві Янові Журавницькому за борг у 8 тис. польських злотих, у лютому 1586 року — ґданським купцям Ганусові Ваншоту та Германові Гаку за борг батька 9 тис. польських злотих. Своєю чергою ті перезаставили в суборенду.
Марко Журавницький прибуткову частину війтівства дав на відкуп жиду Шаї, а судову — лентвійту Богушу Ванковичу. 11 жовтня 1586 року возний Стефан Княгиненський, через заборгованість Марка Жоравницького в сумі 7 307 кіп і 49 литовських грошів, за допомогою посполитого рушення повіту ввів у держання луцького війтівства Адама Прусиновського. У грудні 1585 року купець Г. Ваншот скаржився на Марка Журавницького і його сестру Олександру за неповернення боргу батька. Викликана до суду сторона заявила, що та справа належала не до ґродського, а до земського суду, але луцький староста Олександр Пронський став на бік Г. Ваншота. Тоді Марко Журавницький апелював до короля, однак і король спрямував справу до луцького гроду на лютневі рочки 1586 року.
Зрештою в заставу передано Луцьке війтівство. У 1591—1598 роках війтівство передавалося в суборенду практично кожного року. Постійно змінювався керуючі, які намагалися якомога більш витягнути грошей.
22 вересня 1599 року війт Марк Журавницький вступив у конфлікт з райцями луцького магістрату, які поскаржилися на нього до ґродського суду через зловживання владою. Міські урядники закидали війтові те, що він відмовився засідати з ними в ратуші «на местцу звыклом» і розпорядився вести судове засідання у своєму будинку за присутності тільки двох лавників; замість присяглого міського писаря використав свого слугу; привласнив прибутки, які мали йти до міської скарбниці, отже завдав місту збитків на 200 польських злотих. Крім того, встановив на свою користь мыто «якоес незвыклое» — з усіх міщанських будинків і комор стягнув по 7 кіп литовських грошей, зокрема з купців, котрі з «комягами, полукомяжками и чолнами на реце под домами нашими стояли», що призвело для міщан до додаткових300 польських злотих збитків. Того ж року М.Журавницький знову передав війтівство в оренду луцькому підкоморієві Янові Харленському.
На початку листопада 1602 року луцький війт Марко Журавницький виборов на сеймику собі право бути збирачем податків («поборцею») у Волинському воєводстві. Втім проти цього виступила шляхта та міщани, які підтримували Лаврина Древинського.
У 1606 році Андрій Красенський подав до Луцького ґродського суду позов проти Марка Журавницького з вимогою сплатити йому борг у сумі 13 200 польських злотих або передати війтівство та с. Підгайці. Саме тоді дідичний війт опинився перед загрозою втрати уряду й маєтку. Аби врятувати ситуацію Марко Журавницький вирішив знову здати війтівство в оренду братові Томашу Журавницькому.
1 липня 1607 року черговим орендарем був родич Марка — Михайло Гулевич, який тимчасово заволодів війтівством за 6 тис. польських злотих, але невдовзі війт передав його в оренду за 9 тис. польських злотих княгині Катерині Подорецькій, котра, своєю чергою, «правом вливковим» переуступила війтівство синові — князеві Андрієві Козеці. У 1610 році Марко Журавницький вирішив повернути собі війтівство та поскаржився до Луцького земського суду на А.Козеку, але той подав апеляцію до Люблінського трибуналу. Справу зрештою виграв Журавницький: трибунальським декретом від 9 травня 1611 року.
Марко Журавницький повернув собі уряд, викупивши його у А. Козеки за 9 тис. польських злотих, проте вже 10 травня продав його за таку ж суму своєму шваґрові — Олександрові Загоровському, позичивши попередньо в нього відповідні гроші.
Написавши 16 листопада 1611 року заповіт у селі Куклі, Марко Журавницький невдовзі помер, не залишивши прямих нащадків.